# Miloš Bakrač
Miloš Bakrač (ur. 25 lutego 1992 w Titogradzie) – czarnogórski piłkarz występujący na pozycji obrońcy, zawodnik azerskiego klubu Zirə Baku. Były reprezentant reprezentacji Czarnogóry.

## Życiorys

### Kariera klubowa
Wychowanek serbskiego klubu OFK Beograd. Karierę piłkarską rozpoczął 1 stycznia 2012 w szwajcarskim klubie FC Sion ze Swiss Super League. W latach 2012–2016 był zawodnikiem FC Sion II, skąd wypożyczony był do czarnogórskiego klubu FK Budućnost Podgorica (2014–2015). Po FK Budućnost Podgorica grał także w bośniackim klubie NK Travnik (2016) i FK Sutjeska Nikšić (2016-2018), z którym wygrał Prva crnogorska fudbalska liga (2018) i Puchar Czarnogóry (2017).
13 czerwca 2018 podpisał dwuletni kontrakt z FK Željezničar, klubem Premijer liga Bosne i Hercegovine; 11 stycznia 2019 podpisał wcześniejsze rozwiązanie umowy i opuścił bośniacki klub.
12 lutego 2019 Bakrač został nowym graczem klubu OFK Titograd Podgorica z Prva crnogorska fudbalska liga. 13 lipca 2019 podpisał roczny kontrakt z azerskim klubem Zirə Baku z Azərbaycan Premyer Liqası.

### Kariera reprezentacyjna
Był reprezentantem Czarnogóry w kategoriach wiekowych: U-19 (2010–2011) i U-21 (2011–2014).
W seniorskiej reprezentacji Czarnogóry zadebiutował 2 czerwca 2018 na stadionie Pod Goricom w przegranym 0:2 meczu towarzyskim z reprezentacją Słowenii.

## Sukcesy

### Klubowe
FK Sutjeska Nikšić
- Zwycięzca Prva crnogorska fudbalska liga: 2017/2018
- Zwycięzca Pucharu Czarnogóry: 2016/2017